# Карлос Алазракі
Ка́рлос Алазра́кі (англ. Carlos Alazraqui; 1962, Йонкерс) — американський актор-комік, актор озвучування, зрідка виступає як сценарист, режисер та продюсер. Найбільш відомий глядачам за серіалом «Ріно 911», де за 5 років з'явився в 73 епізодах, і по мультсеріалу «Дивакуваті родичі» (100 епізодів за 13 років). Більшість озвучених актором мультфільмів — каналу Nickelodeon.

## Біографія
Карлос Джеймі Алазракі народився 20 липня 1962 року в місті Йонкерс (Штат Нью-Йорк), хоча в багатьох джерелах місцем його народження вказується протилежний кінець країни: місто Сакраменто в штаті Каліфорнія. У зв'язку з цим протиріччям серед редакторів англомовної Вікіпедії, Алазракі сам відповів на це питання: «Справжня відповідь — я народився в Йонкерсі, Нью-Йорк.А потім дуже швидко переїхав в Північну Каліфорнію. Ріс в Конкорді, Каліфорнія».
Один з його батьків був аргентино-американець, другий — аргентинський єврей. Як було сказано вище, незабаром після народження Карлоса, його сім'я переїхала в місто Конкорд штату Каліфорнія. З 1982 по 1986 рік майбутній актор навчався в Каліфорнійському університеті штату в Сакраменто. У 1993 році посів перше місце в міжнародному комедійному змаганні в Сан-Франциско. Отримавши за цю перемогу великий грошовий приз, Алазракі переїхав у Лос-Анджелес, де впритул зайнявся розвитком своєї кар'єри актора і актора озвучування.
Кар'єра Алазракі почалася в 1993 році, коли голос актора вперше прозвучав з телеекранів: він озвучив валабі Рокко, собаку Спанкі і декількох другорядних персонажів в мультсеріалі «Нове життя Рокко». У 1994 році вийшла відеогра Rocko's Modern Life: Spunky's Dangerous Day: там він озвучив того ж Рокко. У 1997 році телеглядачі вперше побачили Алазракі наживо: він зіграв епізодичну роль водія в одному епізоді серіалу «Люди, які ведуть себе погано». У 1998 році актор дебютував на широкому екрані: роль Тоні Монтани у фільмі «Хрещений син».
У 2010 році став одним із авторів та головних виконавців вебсеріалу «Клуб», а в 2013 році озвучив колумбійського наркоторговця у вебсеріалі Romantic Encounters.
В 2012 році Алазракі номінувався на премію «Енні» в категорії «Найкраще озвучування (телебачення)» за роль Дензела Крокера в мультсеріалі «Дивакуваті родичі», але не отримав нагороди.
Станом на 2014 рік Карлос Алазракі живе в Лос-Анджелесі з дружиною і двома дітьми.

## Вибрані роботи

### Широкий екран
- 1999 — Лузер / Dirt Merchant — Ронні Орландо
- 2004 — Король футболу: Кубок Європи / Soccer Dog: European Cup — директор Блер (в титрах не вказаний)
- 2007 — 911: Хлопчики за викликом[en] / Reno 911!: Miami — Джеймс Гарсиа

### Телебачення
- 2003—2008 — Ріно 911! / Reno 911! — Джеймс Гарсіа / шеф Карл / другорядні персонажі (в 73 епізодах)
- 2004 — Я завантажив привида[en] / I Downloaded a Ghost — Вінстон Прітчетт, привид
- 2010, 2012 — Вперед — до успіху / Big Time Rush — Маркос дель Посей (в 3 епізодах)

### Озвучування фільмів і серіалів
- 2007 — Сол в країні кротолюдей[en] / Saul of the Mole Men — Стимул Гуандор, лідер птахів — кажанів (в 10 епізодах)
- 2007 — Бен-10: Наввипередки з часом / Ben 10: Race Against Time — гуманоїд Сіра Матерія
- 2007—2008 — З голови Джиммі[en] / Out of Jimmy's Head — ховрах Голлі / голуб / другорядні персонажі (в 7 епізодах)
- 2010 — Кішки проти собак: Помста Кітті Галор / Cats & Dogs: The Revenge of Kitty Galore — стрілець по кішках / котячий шпигунський аналітик

### Озвучування відеоігор і комп'ютерних програм
- 1996 — Soviet Strike[en] — Білл Клінтон
- 1996 — 3D Movie Maker[en] — валлабі Рокко / собака Спанки[en]
- 1998 — Spyro the Dragon — Дракон Спайро / другорядні персонажі
- 2001 — Star Wars: Starfighter[en] — капітан піратського торгового корабля / найманець Кінгмен / рятувальник
- 2002 — Maximo: Ghosts to Glory — Грим Ріпер / Бакар Ла Бас / Генерал (в англомовному виданні)
- 2002 — Bruce Lee: Quest of the Dragon[en] — Боббі / Іззі Фрикс
- 2002 — Monsters, Inc. Scream Arena[en] — Майк Вазовских з м/ф «Корпорація монстрів»
- 2003 — Secret Weapons Over Normandy[en] — Мек
- 2004 — GoldenEye: Rogue Agent[en] — доктор Джулиус Ноу[en]
- 2005 — Nicktoons Unite![en] — Дензел Крокер з м/с «Чарівні батьки»
- 2006 — Open Season[en] — Горді / Білка
- 2006 — Justice League Heroes[en] — Ки[en]
- 2006 — Happy Feet[en] — Нестор
- 2006 — Sonic the Hedgehog — другорядні персонажі (в англомовному виданні)
- 2007 — Nicktoons: Attack of the Toybots[en] — валлабі Рокко
- 2008 — Crash: Mind over Mutant — другорядні персонажі
- 2009 — Call of Juarez: Bound in Blood — Вільям Макколл, священик
- 2011 — Batman: Arkham City — офіцер Санчес/політв'язень
- 2013 — Marvel Heroes — Коваль
- 2013 — Disney Infinity — Майк вазовских з м/ф «Корпорація монстрів»
- 2013 — Teenage Mutant Ninja Turtles: Out of the Shadows — Рафаель
- 2013 — Skylanders: Swap Force — Дафф
- 2013 — Batman: Arkham Origins — найманець Бейн
- 2014 — Disney Infinity: Marvel Super Heroes[en] — Майк Вазовських з м/ф «Корпорація монстрів»

### Озвучування реклами
- 1997—2000 — Taco Bell — Чіхуахуа Тако Белл[en]
- 2003 — GEICO — Чіхуахуа Тако Белл[6]
- 2011—2012 — Direct Auto Insurance — JJ Hightail